# Agência de Cooperação de Timor-Leste

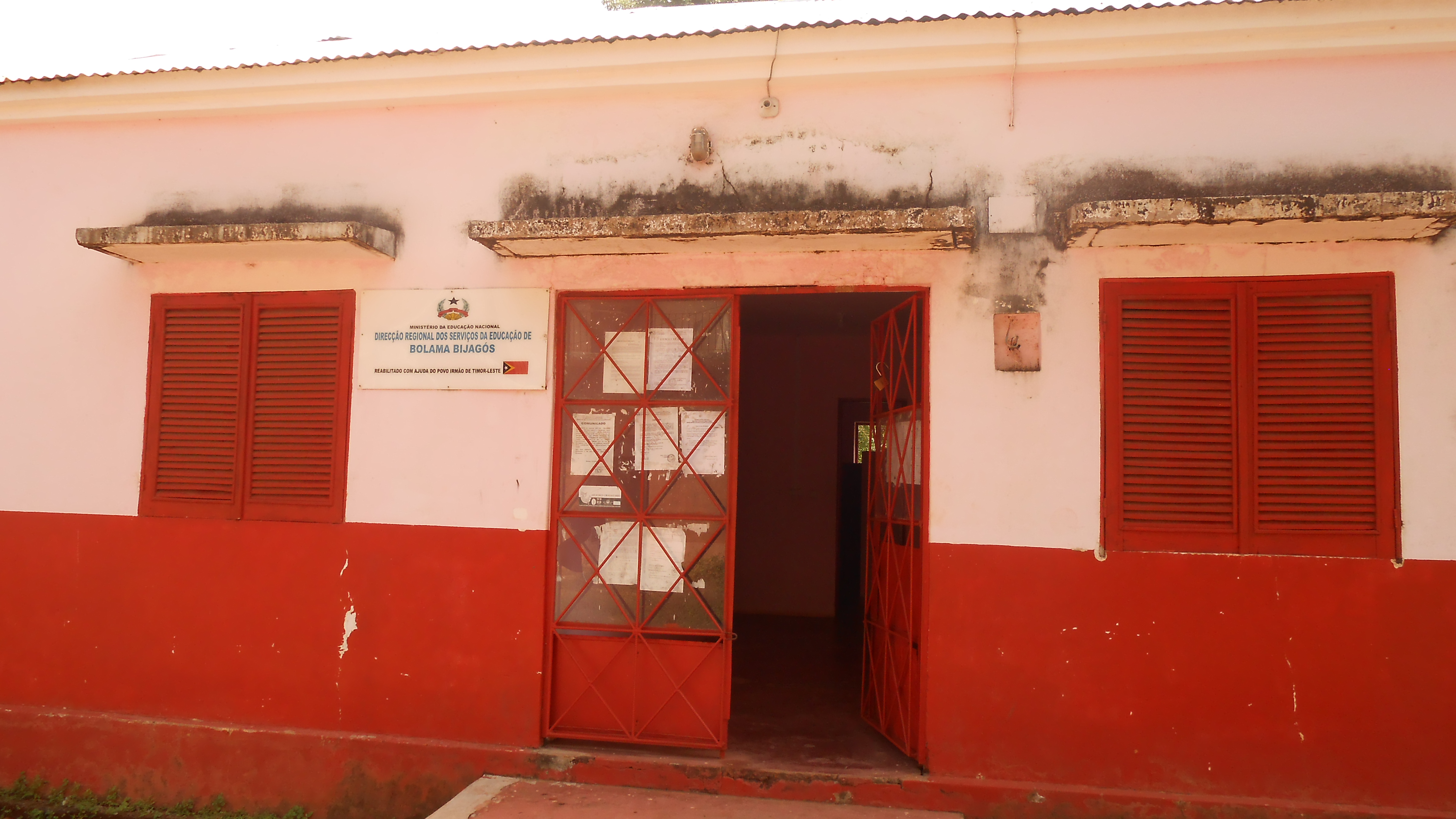
„Reabilitado com ajuda do povo irmão de Timor-Leste“: mit „osttimoresischer Bruderhilfe“ wieder in Stand gesetzte Niederlassung der guinea-bissauischen Bildungsbehörde in Bolama

Die Agência de Cooperação de Timor-Leste ACTL (auch ACT-L, tetum Ajénsia Kooperasaun Timor-Leste, deutsch Osttimoresische Agentur zur Zusammenarbeit) ist eine osttimoresische Behörde zur internationalen Entwicklungszusammenarbeit. Sie ist eine juristische Person des öffentlichen Rechts.

## Hintergrund
Die ACTL untersteht dem Außenministerium Osttimors. Sie wurde auf der Grundlage des Gesetzes 09/2003 am 5. Juli 2013 gegründet.
Die ACTL soll die Wirksamkeit und Effizienz der Entwicklungszusammenarbeit gewährleisten und Einheit und Kohärenz der Außenpolitik garantieren. Sie soll die Umsetzung der Entwicklungspolitik und die humanitäre Hilfe in Osttimor zentralisieren, überwachen, koordinieren und durchführen. Dafür verfügt sie über Rechtspersönlichkeit, administrative und finanzielle Autonomie und eigenes Vermögen sowie über flexible Managementbedingungen. Administrative Entscheidungsmechanismen sollen so beschleunigt und Unvorhersehbarkeiten überwunden werden. Zusammen mit den Außenvertretungen Osttimors soll die ACTL osttimoresische Interventionen verbessern, indem beide zusammen für die Koordinierung mit den Behörden der Länder sorgen, die in den Genuss der Zusammenarbeit und der offiziellen Entwicklungshilfe kommen.
Die ACTL soll die Außenbeziehungen des Landes stärken und die wirtschaftliche, soziale und kulturelle Entwicklung der Länder, die öffentliche Hilfe erhalten, fördern sowie die Lebensbedingungen ihrer Bevölkerung zu verbessern. Dazu führt die ACTL bilaterale und multilaterale Entwicklungsprojekte und -programme in den Bereichen technische und finanzielle Zusammenarbeit und humanitäre Hilfe durch, fördert den Abschluss bilateraler und multilateraler Vereinbarungen mit internationalen Organisationen für Entwicklungszusammenarbeit und anderen internationalen Organisationen für Entwicklungszusammenarbeit und humanitäre Hilfe. Tätigkeiten im Zusammenhang mit dem Verteidigungs- und Sicherheitssektor sind vom Anwendungsbereich des ACTL ausgenommen.

## Struktur
In den Ländern ohne diplomatische Vertretungen Osttimors kann die ACTL „Technische Vertretungen für Zusammenarbeit“ (portugiesisch Representações Técnicas de Cooperação RTC) zur Durchführung seiner Projekte einrichten. Die RTC werden durch Verordnung des Außenministers und Zusammenarbeit eingerichtet. Die Oberaufsicht über die ACTL der Exekutivausschuss und ein Revisor.

### Exekutivausschuss
Der Exekutivausschuss ist das Exekutivorgan der ACTL, das deren Aktivitäten lenkt und das ordnungsgemäße Funktionieren sicherstellt. Der Exekutivausschuss besteht aus dem Exekutivdirektor, dem Nationaldirektor für Angelegenheiten der bilateralen Zusammenarbeit, dem Nationaldirektor für multilaterale Zusammenarbeit und Angelegenheiten der humanitären Hilfe und dem Nationaldirektor für Verwaltung und Finanzen. Der Exekutivdirektor wird vom Ministerrat auf Vorschlag des Außenministers für eine Amtszeit von drei Jahren ernannt, die einmal verlängert werden kann. Vorzugsweise, aber nicht ausschließlich, stammt der Exekutivdirektor aus dem Kreis hochrangiger Berufsdiplomaten. Bei Abwesenheit und Verhinderung des Exekutivdirektors wird dieser durch den von ihm zu ernennenden Nationaldirektor vertreten.
Der Exekutivausschuss hat die Verantwortung für:
- die Überwachung und Kontrolle der Aktivitäten der ACTL
- die Durchführung von ACTL-Programmen und -Projekten zu fördern
- den Haushaltsplan des ACTL, einschließlich der jeweiligen Haushalte der RTC und deren Revisionen, sowie die Managementkonten, Aktionspläne und Programme, Quartalsberichte und den Jahresbericht über die Aktivitäten zu erstellen und der Behörde zur Überprüfung und Genehmigung vorzulegen
- die Verwaltung des Vermögens der ACTL
- die Vorlage von Vorschlägen an die Behörde für die Eröffnung und Schließung von ACTL-Vertretungen, namentlich RTC.
- die Auswahl von ACTL-Beamten, die auf Anordnung des Außenministers ernannt werden
- die Ausarbeitung der Geschäftsordnung für die ACTL und die RTC und sie dem zuständigen Regierungsmitglied zur Genehmigung vorzulegen
- die Förderung des Abschlusses bilateraler und multilateraler Kooperationsabkommen mit anderen internationalen Kooperationsorganisationen und anderen internationalen Gremien für Entwicklungszusammenarbeit und humanitäre Hilfe
- alle anderen durch das Gesetz oder diese Statuten übertragenen Befugnisse

### Revisor
Der Revisor (portugiesisch Fiscal Único) ist das Organ, das für die Kontrolle der Rechtmäßigkeit, Ordnungsmäßigkeit und soliden Finanz- und Vermögensverwaltung von ACTL verantwortlich ist. Er wird durch den gemeinsamen Erlass des Außenministers und des Finanzministers für eine Amtszeit von drei Jahren ernannt, die einmal verlängert werden kann.
Der Revisor ist zuständig für:
- die finanzielle Überwachung der von Osttimor finanzierten Entwicklungszusammenarbeit
- die Bereitstellung von Finanz- und Buchhaltungsdaten für die Verwaltungseinheit für Entwicklungspartnerschaften des Finanzministeriums, um die Planung und Durchführung der Entwicklungszusammenarbeit unter Berücksichtigung der vereinbarten Indikatoren zu überwachen
- die Überwachung der Finanzverwaltung des ACTL, einschließlich der periodischen Einsichtnahme in die Bücher und Buchhaltungsunterlagen des ACTL und der Überprüfung der Rechtmäßigkeit der finanziellen Handlungen des ACTL, in Übereinstimmung mit dem Gesetz
- eine technische Stellungnahme zum Haushaltsplan abzugeben und einen Bericht über die Ordnungsmäßigkeit der jährlichen Haushaltsausführung von ACTL und die entsprechenden Empfehlungen zu erstellen, der dem Exekutivrat vorgelegt wird
- die Abgabe einer Stellungnahme zum Erwerb, Verkauf oder zur Belastung von realen oder beweglichen Vermögenswerten, die der Registrierung durch ACTL unterliegen
- die Unterrichtung des überwachenden Ministers und des Finanzministers über alle Unregelmäßigkeiten, die im Laufe seiner Tätigkeit festgestellt werden.

## Personal
Die Mitarbeiter der ACTL und der RTC sind in diplomatisches und sonstiges Personal unterteilt. Für das Personal der diplomatischen Laufbahn gelten die für Beamte geltenden Rechtsvorschriften, bis der besondere Status, der die diplomatische Laufbahn regelt, genehmigt ist. Die Einstellung, Ernennung, Beförderung und Entlassung von Beamten, die nicht in der diplomatischen Laufbahn tätig sind, richtet sich nach den für Beamte geltenden Rechtsvorschriften. Der Stellenplan und die Anzahl des Leitungs- und Aufsichtspersonals werden durch einen gemeinsamen Ministerialerlass des Außenministers und des für die Kommission für den öffentlichen Dienst zuständigen Regierungsmitglieds genehmigt. Für die Durchführung seiner Aktivitäten kann ACTL nationale und/oder ausländische Techniker im Rahmen eines individuellen Arbeits- oder Dienstleistungsvertrags einstellen.
Am 15. März 2016 wurde Libório Pereira zum Executive Director der ACTL für eine dreijährige Amtszeit ernannt. Die Amtszeit wurde verlängert, doch am 2. Dezember 2020 wurde Pereira von der Polizei verhaftet. Ihm wird Wirtschaftskriminalität vorgeworfen.

## Tätigkeiten
Osttimor unterstützte mehrfach Guinea-Bissau für die Stabilisierung des westafrikanischen, lusophonischen Staates bei der Finanzierung einiger Behörden. 2014 übernahm das südostasiatische Land die Bezahlung von Angestellten der Regierung Guinea-Bissaus in Höhe von sechs Millionen US-Dollar. Bei der internationalen Geberkonferenz für Guinea-Bissau in Brüssel 2015 sicherte Osttimor 1,9 Millionen US-Dollar für den Terra-Ranka-Strategie- und Operationsplan für 2015 bis 2025, den die Regierung Guinea-Bissau vorstellte. Terra Ranka kam aufgrund des politischen Patts dann nicht zustande, trotzdem überwies Osttimor 225.000 € an Guinea-Bissau, um die Organisation eines nationalen Versöhnungstreffens in Guinea-Bissau zu finanzieren. Außerdem leistete Osttimor direkte finanzielle und technische Unterstützung für die Organisation von Wahlen in Guinea-Bissau. 2017 stiftete die ACTL Guinea-Bissau zwei Krankenwagen. Am 26. November 2019 gewährte die ACTL Guinea-Bissau eine Hilfe von 300.000 US-Dollar als „technische Unterstützung für die Budgethilfe“. In der Hauptstadt Bissau gibt es eine RTC. Gleichzeitig erhielt Timor-Leste von der OECD allein von 2016 bis 2018 Finanzhilfen in Höhe von 658 Millionen US-Dollar.